# ملا مظفر گنابادی
ملا مظفر گنابادی از منجمان و ریاضی دانان ایران در دوره صفوی است.
زادگاه وی گناباد از شهرهای استان خراسان رضوی می‌باشد. نام اصلی او محمد قاسم بوده‌است و به نام پدرش ملا مظفر معروف گردید. در ریاضی تالیفاتی از خود به جای گذاشت. وی معاصر شاه عباس بزرگ صفوی بود و در طالع بینی نیز تبحر داشت و به همین دلیل به جمع درباریان شاه عباس پیوست. چون این شاه به منجمین و طالع بینان اعتقادی تام داشت. پس از ملا مظفر تا چندین نسل ذریت او کار جدشان را ادامه داده و در دربار شاهان صفوی خدمت می‌کردند.